# اینسفال
اینسفال (به انگلیسی: Innisfil) یک منطقهٔ مسکونی در کانادا است که در شهرستان سیمکو واقع شده‌است. اینسفال ۲۶۲٫۷۱ کیلومتر مربع مساحت و ۳۶٬۵۶۶ نفر جمعیت دارد.